# Lanesboro (Minnesota)
Pour les articles homonymes, voir Lanesboro.
Lanesboro est une ville du comté de Fillmore, au Minnesota, aux États-Unis. Elle compte 754 habitants d'après le recensement des États-Unis de 2010. D'après le Bureau du recensement des États-Unis, la ville couvre 1,32 mille carré (3,42 km2).
La localité est traversée par la Root River (en) et les routes Minnesota State Highway 16 (en) et Minnesota State Highway 250 (en).

## Histoire
La ville a été nommée d'après F. A. Lane.